# Trie-la-Ville
Trie-la-Ville är en kommun i departementet Oise i regionen Hauts-de-France i norra Frankrike. Kommunen ligger i kantonen Chaumont-en-Vexin som tillhör arrondissementet Beauvais. År 2022 hade Trie-la-Ville 306 invånare.

## Befolkningsutveckling
Antalet invånare i kommunen Trie-la-Ville
| Referens: INSEE |